# Universitätsbibliothek Ilmenau

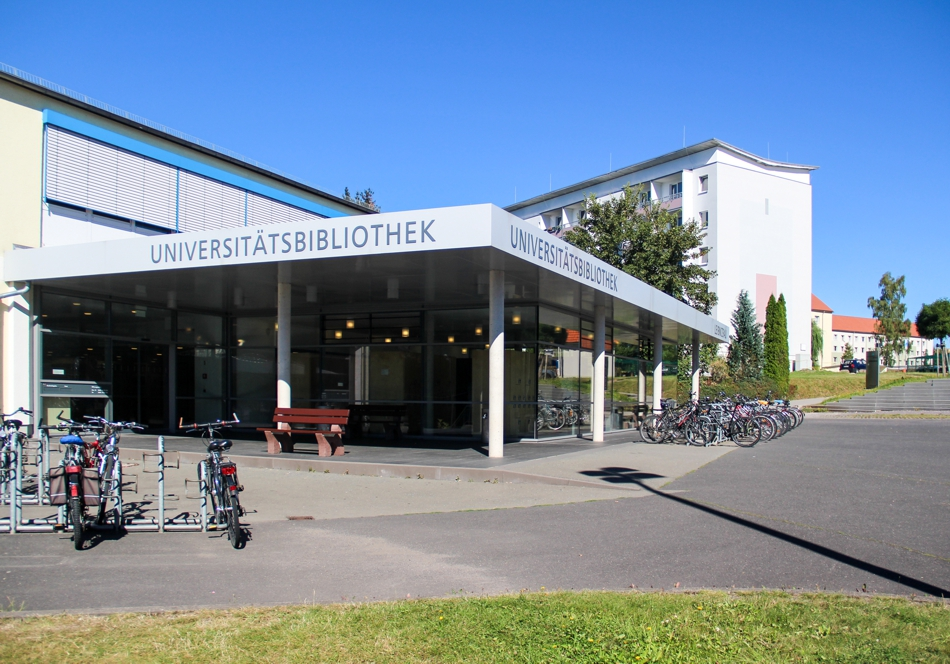
Eingang der Hauptbibliothek in der Langewiesener Straße

Die Universitätsbibliothek (UB) Ilmenau ist die größte technische Bibliothek Thüringens und als Betriebseinheit der Technischen Universität (TU) Ilmenau zugeordnet. Sie hat in erster Linie die Aufgabe, die Universität mit Literatur und Informationen für Studium, Forschung und Lehre zu versorgen. Darüber hinaus steht sie deutschlandweit allen Bürgern, Einrichtungen des öffentlichen Lebens, Wirtschaftsunternehmen und Forschungsstätten für wissenschaftliche und berufliche Zwecke sowie für Aus- und Weiterbildung zur Verfügung.
Die Bibliothek ist eine einschichtige Bibliothek und organisatorisch untergliedert in die Dezernate Medienbearbeitung und Benutzung, die Fachreferate sowie die Stabsstellen. Die Dienstleistungen der Bibliothek im Zusammenhang mit dem wissenschaftlichen Publizieren sind unter dem Dach von ilmedia (Ilmenau Media Services) gebündelt. Organisatorisch der Bibliothek angegliedert ist das Universitätsarchiv der TU Ilmenau.

## Benutzung
Die Bibliothek befindet sich an folgenden Standorten:
- Hauptbibliothek (im Leibnizbau), Langewiesener Straße 37, Öffnungszeiten: montags–freitags 9–22 Uhr, samstags 9–17 Uhr
- Curiebibliothek (im Curiebau, Raum 118), Weimarer Straße 25, Öffnungszeiten: seit März 2020 dauerhaft geschlossen[1]

Beide Standorte sind überwiegend Freihandbibliotheken mit einer systematischen Aufstellung. Der Freihandbestand ist in 17 Fachgruppen eingeteilt und innerhalb dieser nach der Regensburger Verbundklassifikation (RVK) aufgestellt. Die Bestände der geschlossenen Curiebibliothek (Mathematik, Physik und Chemie) befinden sich seit Februar 2022 vollständig in der Hauptbibliothek. Insgesamt ist etwa ein Drittel des Gesamtbestandes in Magazinen untergebracht und kann innerhalb von maximal 24 Stunden zur Nutzung bereitgestellt werden. In den Lesesälen stehen Computer-Arbeitsplätze für die Katalogrecherche und Internetnutzung sowie Kopierer, Drucker und Scanner zur Verfügung. Jeder der rund 650 Leseplätze ist mit Strom- und IT-Anschlüssen ausgestattet. Im gesamten Lesesaalbereich steht darüber hinaus WLAN zur Verfügung. Auch ein Lesegerät für Mikroformen steht zur Nutzung bereit, die Rückvergrößerung aus Mikroformen wird nach Bedarf angeboten.
Mit Betreten der Bibliothek wird die Benutzungsordnung anerkannt. Zur allgemeinen Benutzung ist jedermann zugelassen. Die Ausleihe ist nur gegen Vorlage eines gültigen Benutzerausweises möglich. Dieser Benutzerausweis ist entweder die Chip-Karte (thoska+), die an Studenten und Mitarbeiter der TU ausgegeben wird, oder ein von der Bibliothek ausgestellter Ausweis. Die Benutzung der Universitätsbibliothek und das Ausleihen von Büchern aus den Beständen der Bibliothek sind kostenlos. Ein weiterer kostenloser Service ist der Lieferdienst, der für alle angemeldeten Nutzer eine schnelle und unkomplizierte Bereitstellung der Literatur, zum Teil auch elektronisch, ermöglicht. Für das Bereitstellen von Büchern aus anderen Bibliotheken (Fernleihe) sind Gebühren zu entrichten. Über den Gemeinsamen Bibliotheksverbund (GBV) nimmt die UB Ilmenau an der beschleunigten Fernleihe teil.
Als Mitglied im GBV nutzt die Bibliothek das Bibliothekssystem von OCLC PICA, als Bibliothekssoftware wird LBS 3/LBS 4 verwendet.
Seit Januar 2013 bietet die Bibliothek das auf vufind und GBV Zentral basierende „Ilmenauer Discovery Tool“ (IDT) an, mit dem über die lokalen Bestände hinaus Literatur gesucht werden kann. Die lokale Verfügbarkeit wird gegebenenfalls angezeigt.
Im Rahmen ihrer Öffentlichkeitsarbeit trägt die UB Ilmenau mit einem vielfältigen Veranstaltungs- und Ausstellungsprogramm zum kulturellen Angebot der Universität in der Stadt und Region Ilmenau bei.

## Bestand

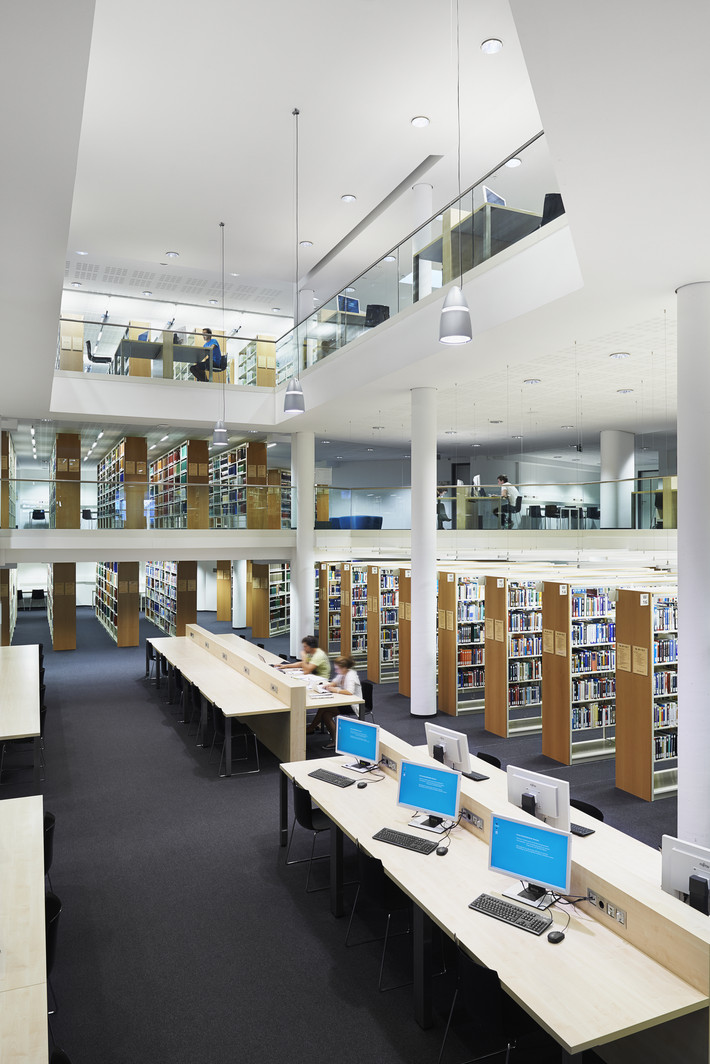
Lesesaal der Universitätsbibliothek Ilmenau (Foto: Markus Böker)

Die Ausrichtung des Bestandes folgt im Wesentlichen der Lehr- und Forschungsausrichtung der Technischen Universität Ilmenau. An der TU existieren die fünf Fakultäten Maschinenbau, Elektrotechnik und Informationstechnik, Informatik und Automatisierung, Wirtschaftswissenschaften und Medien sowie die mathematisch-naturwissenschaftliche Fakultät und einige fakultätsübergreifende Institute. Als wissenschaftliche Universalbibliothek bietet die UB Ilmenau über die Schwerpunktgebiete hinaus auch einen Grundlagenbestand zu allen anderen Wissensgebieten zur Benutzung an. Der Bestand ist dabei allgemein unterteilt in Lehrbuchsammlung, Fachbuchbestand sowie Zeitschriften. Neben die konventionellen treten zunehmend in großer Zahl elektronische Angebote wie E-Books, E-Journals und Datenbanken. Alle Medien sind im Online-Katalog und dem Discovery-System der UB nachgewiesen.
Der Bestand umfasst:
- 627.669 Bücher, Zeitungen, Zeitschriften (Buchbindereinheiten insgesamt),
- 5.030 gedruckte Normen,
- elektronisch alle aktuellen DIN-Normen und VDI-Richtlinien,
- 11.658 Mikromaterialien,
- 68.571 digitale Bestände (ohne elektr. Zeitschriften und Zeitungen),
- 145 elektronische Datenbanken,
- 358 gedruckte und 27.574 lizenzierte elektronische laufende Zeitschriften- und Zeitungsabonnements.

## Ausgewählte Dienstleistungen
Seminare
Die Bibliothek bietet regelmäßig Seminare zur Internet- und Literaturrecherche für spezielle Zielgruppen und Fächer an: Informatik, Ingenieurwissenschaften, Mathematik und Naturwissenschaften, Medienwissenschaften, Wirtschaft und Recht. Ergänzt wird das Angebot durch Seminare zur Literaturrecherche und -verwaltung mit Citavi und EndNote, die auch als Webinar verfügbar sind. Teilweise werden in Kooperation mit den Dozenten der TU einzelne Veranstaltungen im Rahmen der Einführungen in das wissenschaftliche Arbeiten durchgeführt, oder es können individuelle Termine mit kleineren Gruppen vereinbart werden. Des Weiteren beteiligt sich die Bibliothek an Veranstaltungen der Kinderuni und bietet speziell für Schülergruppen ausgerichtete Führungen und Rechercheschulungen an. Um kurze Orientierung über bibliotheks- und rechercherelevante Themen zu geben, nutzt die Bibliothek auch das niederschwellige Format der Coffee Lecture.
Normenauslegestelle
Die Universitätsbibliothek Ilmenau unterhält im Rahmen eines Thüringen-Konsortiums eine digitale Auslegestelle des Deutschen Normenwerkes. Die digitalen Bestände dieser Auslegestelle stehen den Nutzern über die Rechner in den Bibliotheksräumen sowie von allen Rechnern mit Zugang aus dem Universitätsnetz der TU Ilmenau zur Verfügung. Über die Datenbank Perinorm ist der Zugang zu den Volltexten aller derzeit gültigen DIN-Normen, Norm-Entwürfe einschließlich Vornormen und Beiblätter sowie den VDI-Richtlinien möglich. Ausgenommen davon sind alle DIN-Normen mit VDE-Kennung, die jedoch in Papierform in der Bibliothek vorhanden sind und dort eingesehen werden können.
Ilmedia
Mit ilmedia (Ilmenau Media Services) bündelt die UB Ilmenau alle Aktivitäten und Dienstleistungen für wissenschaftliche Publikationen aus der TU Ilmenau. Im Rahmen von ilmedia können die Mitarbeiter der TU fünf Dienstleistungsbereiche nutzen: Hochschulbibliographie, Elektronisches Publizieren, Universitätsverlag, Open-Access-Publikationsfonds und Unterstützung bei der Plagiatserkennung.
In der Hochschulbibliographie werden die Publikationen der Angehörigen der Technischen Universität Ilmenau nachgewiesen. Dabei müssen die Veröffentlichungen im Zusammenhang mit einer Tätigkeit an der Universität entstanden sein. Wenn die Universitätsbibliothek die Publikationen besitzt, ist die zugehörige Signatur oder sogar ein Link zum elektronischen Volltext eingebunden.
Als Plattform für das elektronische Publizieren nutzt die UB Ilmenau die Digitale Bibliothek Thüringen (DBT), deren Aufbau und technische Weiterentwicklung sie zusammen mit der Thüringer Universitäts- und Landesbibliothek (ThULB) Jena betreibt. Entsprechend internationaler Standards erhalten über dieses Repositorium veröffentlichte wissenschaftliche und wissenschaftsnahe Publikationen dauerhafte Identifikatoren in Form von Uniform Resource Names (URN) und werden in den lokalen, nationalen und internationalen Nachweisinstrumenten verzeichnet.
Die UB Ilmenau betreibt seit Anfang 2006 für die Wissenschaftler der Universität den Universitätsverlag Ilmenau. Neben der kostengünstigen Veröffentlichung im Buchhandel bietet der Verlag auch die Möglichkeit, Publikationen im Sinn des Open-Access-Gedankens parallel in elektronischer Form über die Digitale Bibliothek Thüringen (DBT) anzubieten.
Aufbauend auf den Möglichkeiten, über ilmedia wissenschaftliche Publikationen nach dem Open-Access-Modell zu veröffentlichen, hat die Technische Universität Ilmenau im Jahr 2015 einen Publikationsfonds eingerichtet, um durch Übernahme von Artikelgebühren auch das Publizieren in Open-Access-Zeitschriften zu unterstützen. Der von der Universitätsbibliothek konzeptionell und organisatorisch betreute Fonds wird durch die Deutsche Forschungsgemeinschaft im Rahmen einer Anschubfinanzierung gefördert. Mit der 2014 verabschiedeten „Erklärung der Technischen Universität Ilmenau über den freien Zugang zu wissenschaftlichen Forschungsergebnissen“ bekennt sich die TU Ilmenau zusätzlich zum Open-Access-Publizieren auch zur freien Zugänglichkeit von Forschungsdaten. Die Universitätsbibliothek bietet daher auch Beratungsleistungen zum Forschungsdatenmanagement an.
Zur Prävention von Plagiarismus und Sicherung guter wissenschaftlicher Praxis unterstützt die UB Ilmenau Studierende und Dozenten mit Schulungsveranstaltungen zum richtigen Zitieren und Angeboten zur Plagiatskontrolle. Seit Ende 2014 setzt die Bibliothek dazu auch ein automatisiertes Prüfverfahren ein, das Lehrenden der TU Ilmenau nach Anmeldung zur Verfügung steht.

## Geschichte
Das Thüringische Technikum Ilmenau wurde 1894 gegründet. Später erhielt das Technikum die Bezeichnungen Ingenieurschule (1926) und schließlich Fachschule für Elektrotechnik und Maschinenbau (1950).
Mit der Gründung der Hochschule für Elektrotechnik in Ilmenau nahm 1953 auch die Bibliothek ihre Arbeit auf. Anfangs nur in einer Dachkammer untergebracht, konnte die Bibliothek bereits 1954 in ein anderes Gebäude umziehen und dort in mehreren Räumen Bestand und Mitarbeiter unterbringen. Die Hochschule gründete Institutsbibliotheken, die sich durch die Unterstützung der zentralen Hochschulbibliothek zu organisieren lernten und einen eigenen Etat zur Beschaffung von Büchern verwalteten. Zum Jahresbeginn 1955 traten die ersten Benutzungsordnungen für Haupt- und Institutsbibliotheken in Kraft. In den Folgejahren etablierte sich die Bibliothek fest als wichtige Infrastruktureinrichtung an der Hochschule.
In den 1960er Jahren wurde die Bibliothek wieder zentralisiert, die Institutsbibliotheken wurden aufgelöst. Nach der Umbenennung der Hochschule für Elektrotechnik in Technische Hochschule Ilmenau im Jahr 1963 wurde die Bibliothek zur Bibliothek der Technischen Hochschule Ilmenau. 1968 erfolgte schließlich die vollständige Umstrukturierung in Richtung eines einschichtigen Bibliothekssystems. Aus dem Sachkatalog wurde ein Fachgruppenkatalog, und die Magazinliteratur wurde nach Numerus Currens aufgestellt.
Die 1970er Jahre waren geprägt durch weitere strukturelle und technische Veränderungen. Dabei wurden unter anderem die Lehrbuchsammlung und die Freihandausleihe eingerichtet sowie eine neue Benutzungsordnung verabschiedet, außerdem die EDV-gestützte Titelerfassung von Abschlussarbeiten und regelmäßige Nutzerschulungen eingeführt.
In den Jahren 1980 bis 1989 wurden die Dienstleistungen auf den Internationalen Leihverkehr ausgedehnt und die Öffnungszeiten stetig erweitert und angepasst. Am Standort des Technikums Feinmechanik, Optik und Elektronik in Suhl eröffnete die Bibliothek 1983 eine Zweigstelle, die bis zur Aufgabe des Standorts im Jahr 2002 bestand.
Anfang der 1990er Jahre waren erneute Umstrukturierungen notwendig, es wurde auf EDV-Titelaufnahmen umgestellt, die Bibliothek wurde offiziell zur Universitätsbibliothek und zog 1994 in das Gebäude an der Langewiesener Straße 37. Ende der 1990er Jahre wurde die automatische Ausleihverbuchung eingeführt und die Bestände nach RVK aufgestellt.
Seit dem Jahr 2000 sind insbesondere die elektronischen Dienstleistungen erweitert worden. So wurden die Online-Fernleihe etabliert, Datenbanken campusweit lizenziert, die DIN-Normen elektronisch zugänglich gemacht und ilmedia gegründet. Von Ende 2008 bis Anfang 2010 wurde das Gebäude der Hauptbibliothek umfangreich umgebaut. Die Bestände, Mitarbeiter und Benutzung zogen während der Arbeiten in ein Ausweichquartier. Bei den Umbaumaßnahmen standen in erster Linie die Zusammenführung der zuvor über die Stadt verteilten Bestände und Mitarbeiter sowie eine Verbesserung der Nutzungsbedingungen der UB im Vordergrund. Beispielsweise wurden Einzel- und Gruppenarbeitsräume geschaffen, die Zahl der Leseplätze erhöht und die IT-Infrastruktur komplett erneuert. Die Mitarbeiter aus den Außenstellen konnten wieder in einem Gebäude zusammengeführt werden, was vor allem eine Beschleunigung der Geschäftsabläufe und damit eine Verbesserung der Dienstleistungsqualität zur Folge hatte.
Das seit der Gründung der Universität bestehende Universitätsarchiv ist seit 2015 der Bibliothek organisatorisch angegliedert.